# Окрог-при-Мотнику
Окрог-при-Мотнику (словен. Okrog pri Motniku) — поселення в общині Камник, Осреднєсловенський регіон, Словенія. Висота над рівнем моря: 783,8 м.